# Mapun

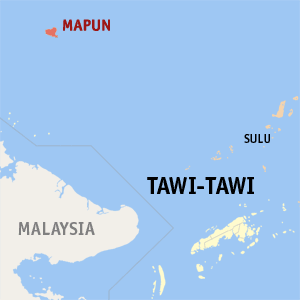
Położenie wyspy Mapun

Mapun (dawniej Cagayan Sulu lub Cagayan de Tawi-Tawi) − wulkaniczna wyspa na morzu Sulu należąca do Filipin. Położona na wschodzie malezyjskiego stanu Sabah na wyspie Borneo, pomiędzy Archipelagiem Sulu na południu i wyspą Palawan na północy. Stanowi część prowincji Tawi-Tawi należącej do Muzułmańskiego Mindanao.
Powierzchnia 85,3 km². Zaludnienie 22011 mieszkańców (2000).